# 2-Nonen
2-Nonen ist eine organisch-chemische Verbindung aus der Gruppe der Alkene, die in zwei isomeren Formen vorkommt.

## Vorkommen
2-Nonen kommt in Zigarettenrauch vor.

## Gewinnung und Darstellung
Nonene können durch Trimerisierung eines C3-Petroleum-Stroms, der 40–60 % Propylen enthält, in Gegenwart eines Phosphorsäure-Katalysators gewonnen werden.

## Eigenschaften
2-Nonen ist als Isomerengemisch eine farblose Flüssigkeit.

## Verwendung
Nonene (zu denen auch 2-Nonen gehört) werden in der Polymer-, Tensid- und Waschmittelindustrie als Zwischenprodukt verwendet.